# Gopler
 Ikke at forveksle med Ribbegopler.
Gopler er betydelige ikke-polyp-formede individer af nældecelledyr. De kan klassificeres som frit-svømmende havdyr bestående af en geléagtig paraply-formet klokke med bagudrettede tentakler. Klokken kan pulsere bevægelse, mens tentaklerne bruges til at skaffe byttedyr. Gopler er en parafyletisk gruppe, da kun et udpluk fra flere forskellige klasser under nældecelledyr kaldes gopler.
Gopler findes i alle have, fra overflade til dybt hav. Enkelte gopler lever i ferskvand. Store, ofte farverige, gopler er almindelige langs hele verdens kyster. Gopler har levet i havene i mindst 500 mio. år, og muligvis i 700 mio. år eller mere, hvilket gør dem til de ældste multi-organ-dyr.
Gopler inddeles i grupper:
1. klokkegopler - mange af disse svier rimeligt meget. De svømmer ved hjælp af deres klokkelignende medusa, som trækkes sammen og åbner sig igen. På undersiden findes de sviende tentakler. Dog ikke på alle arter. Mange klokkegopler kan blive utroligt store. Almindelig Brandmand kan i koldt hav danne en klokke (eller meduse) med en diameter på over 2 meter og tentakler på 30-34 meter. Ud for de japanske kyster findes en lidt mindre art, der er mere "robust" og tungere. Selv kan klokkegopler dog ikke, eller meget sjældent, forårsage dødsfald. Man bør opsøge læge, når en større del af kroppen er blevet udsat for mange tentakler (som på de fleste arter sidder strammere tæt på goplens meduse - og mund.)
2. kubegopler - meget farlige, ofte dødelige, findes mest omkring Australien og Indonesien, men kan ikke udelukkes nogen steder i varme have. De findes også i Atlanterhavet. Man tror de har nået dertil via ballastvand fra skibe. Havhvepse Chironex fleckeri, er sandsynligt verdens mest giftige dyr.[3] Kubegopler svømmer på to forskellige måder. Det normale er at den lader sine dødsensfarlige tentakler "trawle". Goplerne svømmer da langsomt. Men de kan også trække sig sammen (også på langs). De kan på denne måde svømme hurtigere end langt de fleste mennesker. Det sker for eksempel når kubegoplerne føler ferskvand strømme straks efter kraftig regn. Da samles de ved flodmundinger og begynder på ny at "trawle". Efter regn, omkring solopgang og solnedgang sker de fleste dødsfald med mennesker. Kubegoplerne ligger roligt på havets bund i døgnets (helt) mørke tid formodes det. (Men om alle arter gør sådan, er uklart). Det er endvidere opdaget, at disse gopler har fire knipper af øjne. Og de kan se forskellige farver. [4]

Irukandji-goplen er muligvis en meget lille kubegople. Men det er lidt uklart. Den har en størrelse på 1 cm3 (eller mindre). En af dem er næppe farlig, men hvis man bader blandt tusindvis, bliver man senere ofte meget syg. Tidligere var det ikke kendt hvorfor badende i varmt hav pludseligt kunne blive dødssyge kort tid efter svømmeturen. Men Irukandjisygen har i senere tid fået sin forklaring - store stimer af disse meget små gopler (der ikke svier). Det er sygdommen, der har givet navn til goplen, ikke det omvendte.
(NB! Den "Portugisiske orlogsmand" er dog ikke en gople, men en hydrozooid. Den består af flere forskellige dyrearter. Den ser ellers ud som en slags gople. Den svier dog meget, og kan forårsage dødsfald. I Australiens kystnære hav findes en mindre af slagsen. Den svier også meget, men forårsager næppe dødsfald.)

## I danske farvande
I dansk farvand findes den ufarlige vandmand (Aurelia aurita) ved alle kyster, også rundt om Bornholm. Rød brandmand (Cyanea capillata) ned til Køge Bugt i Øresund, Blå brandmand (Cyanea lamarckii) der er mere sjælden, og måske generelt lidt mindre. Men den svier lige så meget som den røde. Fra nordlige Øresund og bælterne i nord. Rhizostoma pulmo (På engelsk Barrel jellyfish, på svensk Lungmanet) - der mangler lange tentakler, og måske ikke svier. I Kattegat, Skagerrak og langs vestkysten. Den svømmer sjældent, og "filtrerer" havbunden. Chrysaora hysoscella (engelskt navn Copmass Jellyfish svenskt Kompassmanet) er meget almindelig i Atlanterhavet og kan nå Vesterhavet og det nordlige KattegatDen har altid 24 lidt kraftigere tentakler, og må antages at svie rimeligt. Ved danske kyster kan muligvis lidt af de små ufarlige Ribbegopler findes, ellers drejer det sig bare om klokkegopler. Dog - hvis en kubegople skulle finde vej til danske havområder, er det en meget ubehagelig biologisk sensation.